# Sommer-Paralympics 2008/Teilnehmer (Madagaskar)
| stlisierte Goldmedaille | stlisierte Silbermedaille | stlisierte Bronzemedaille |
| ----------------------- | ------------------------- | ------------------------- |
| —                       | —                         | —                         |

Madagaskar nahm mit dem Schwimmer Josefa Harijaona Randrianony an den Sommer-Paralympics 2008 im chinesischen Peking teil, der auch Fahnenträger beim Einzug der Mannschaft war. Ein Medaillenerfolg Madagaskars blieb jedoch aus.

## Teilnehmer nach Sportart

### Schwimmen
Männer
- Josefa Harijaona Randrianony